# 京珀爾山
47°30′05″N 10°36′45″E / 47.501271°N 10.612514°E

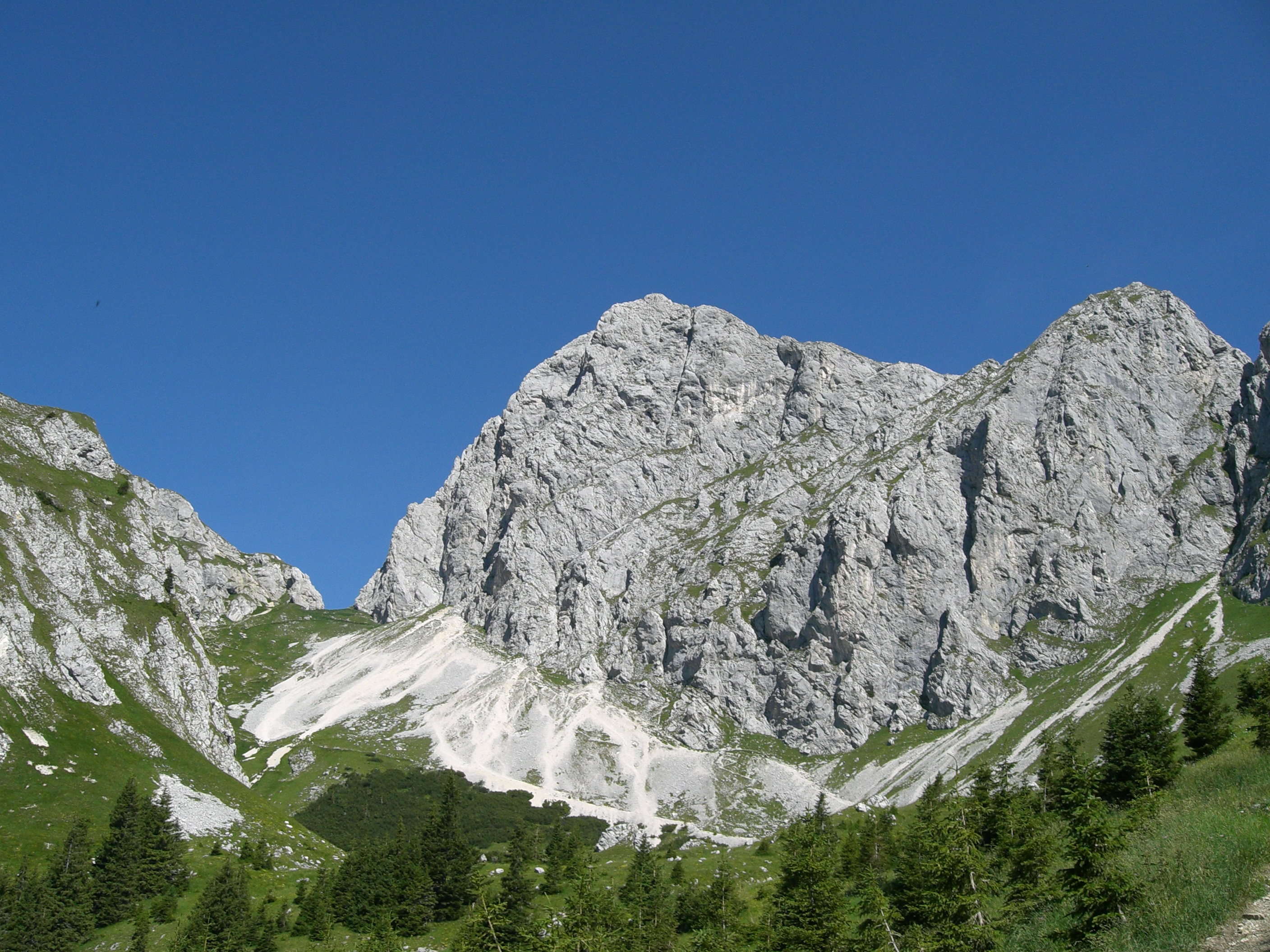

京珀爾山（德語：Gimpel），是奧地利的山峰，位於該國西部，由蒂羅爾州負責管轄，屬於阿爾高阿爾卑斯山脈的一部分，距離克倫峰0.9公里，海拔高度2,173米，每年平均降雨量1,698毫米。